# Grauwe grasmineermot
De grauwe grasmineermot (Elachista orstadii) is een vlinder uit de familie grasmineermotten (Elachistidae). De wetenschappelijke naam is voor het eerst geldig gepubliceerd in 1943 door N. Palm.
De soort komt voor in Europa.